# Enoplognatha almeriensis
Enoplognatha almeriensis is een spinnensoort in de taxonomische indeling van de kogelspinnen (Theridiidae).
Het dier behoort tot het geslacht Enoplognatha. De wetenschappelijke naam van de soort werd voor het eerst geldig gepubliceerd in 1999 door Robert Bosmans & Van Keer.